# Kot Momin
Kot Momin est une ville pakistanaise, située dans le district de Sargodha dans le nord de la province du Pendjab. Elle est la capitale du tehsil du même nom depuis la création de celui-ci en juin 2003 par le ministre en chef du Pendjab Chaudhry Pervaiz Elahi.
La ville est notamment connue pour sa culture des citrons. Elle est située à quelque 40 kilomètres de Sargodha. Elle est desservie par l'autoroute M-2 qui relie Lahore à Islamabad. On y trouve une petite minorité chrétienne.
La population de la ville a été multipliée par près de trois entre 1972 et 2017 selon les recensements officiels, passant de 18 459 habitants à 51 021. Entre 1998 et 2017, la croissance annuelle moyenne s'affiche à 2,1 %, inférieure à la moyenne nationale de 2,4 %. Selon le recensement de 2023, la population de la ville monte à 63 411 habitants.
Près de 94 % des habitants parlent le pendjabi, tandis qu'environ 4 % des habitants ont l'ourdou pour langue maternelle.
Essentiellement musulmane, la ville inclut une toute petite minorité chrétienne, comptant environ 300 fidèles.
Le taux d'alphabétisation de la ville s'élève à 66 % en 2023 (contre une moyenne nationale de 61 %), dont 71 % pour les hommes et 61 % pour les femmes.
|            | 1972 (rec.) | 1981 (rec.) | 1998 (rec.) | 2017 (rec.) | 2023 (rec.) |
| ---------- | ----------- | ----------- | ----------- | ----------- | ----------- |
| Population | 18 459      | 25 383      | 34 232      | 51 021      | 63 411      |